# نيامباريان توغستسوغت
نيامباريان توغستسوغت (مواليد 23 يونيو 1992) هو ملاكم منغولي، مثّل بلاده في الألعاب الأولمبية الصيفية 2012.

## روابط خارجية
نيامباريان توغستسوغت على موقع بوكس ريك (الإنجليزية) (registration required)
- نيامباريان توغستسوغت على موقع اللجنة الأولمبية الدولية (الإنجليزية)
- نيامباريان توغستسوغت على موقع أوليمبيديا (الإنجليزية)